# Banyallarga nica
Banyallarga nica is een schietmot uit de familie Calamoceratidae. De soort komt voor in het Neotropisch gebied.